# Ніка Нікалео
Ніка Нікалео (справжнє ім'я Хідченко Вероніка Олександрівна; нар. 16 лютого  1973, Львів) — українська письменниця, громадська діячка та журналістка. Дипломант конкурсу «Коронація слова-2010» за роман «Dolce Vita». Лауреат «Коронації слова-2013» у номінації «Вибір видавця» за роман «Любові полум'я». Дипломант Корнійчуківської премії за дитяче фентезі «Небесний острів».

## Життєпис
Ніка Нікалео народилася у місті Львові в інтелігентній мистецькій родині. Мама — Хідченко Богдана Іванівна — Заслужена артистка України, оперна співачка, тато — Хідченко Олександр Андрійович — арт-менеджер, підприємець. Ще у школі захоплювалася музикою та літературою. Була солісткою ВІА у місцевому Палаці піонерів на «Погулянці». Дописувала у різні видання починаючи від «Піонерської правди» і завершуючи славнозвісним журналом «Вокруг света». Саме редакція останнього порадила їй писати і далі, не зупиняючись. Першу вищу освіту здобула Львівський національний університет ім. І.Франка, закінчила факультет журналістики та отримала диплом і свідоцтво перекладача, написавши і захистивши дипломну роботу англійською мовою. Другу освіту отримала у Львівській комерційній академії на факультеті фінансів. Там же 10 років пропрацювала літературним редактором фахових видань. Це додало їй впевненості у своєму володінні словом і 2007 року вийшла друком її перша книга «Марк і Цезар у Зеленоводді».
Через два роки на місцевому 12 каналі Львівського обласного державного телебачення у ранковому з'являється авторська сторінка «Читай з Нікою Нікалео!». У якій вона робить швидкий огляд новинок книжкового ринку, бере цікаві інтерв'ю у знаних метрів літератури та перспективних письменників-початківців. Передача проіснувала два роки. В той самий час Ніка Нікалео із захопленням займається творенням нової соціально-культурної спільноти, яка за кілька років переростає у Львівський жіночий літературний клуб. Вони часто зустрічаються у кав'ярнях міста Лева, де обговорюються цікавинки і відкриття у літературі, різні напрями та перспективи, колеги обмінюються своїми дописами, критикують та допомагають розвиватися одна одній. Серед учасників спільноти в різний час були чи є: Тетяна Белімова, Ольга Деркачова, Наталка Гурницька, Галина Вдовиченко, Христина Лукащук, Дара Корній, Анна Хома, Анастасія Нікуліна, Любов Долик, Ірина Хомин, Наталія Лапіна, Світлана Горбань, Наталка Ліщинська, Уляна Дудок та ін.
Спочатку працювала вчителем англійської мови, паралельно розробляла як редактор рубрики «Стиль» (про зірок шоу-бізу, моду…) журнал, що створювався (є сигнальні примірники) «МІРС-телеграф».
1993—2002 — перекладач з англійської, польської та російської ТзОВ будівельна компанія «Лідер», за сумісництвом Голова відділу маркетингу.
2002—2011 — редактор науково-економічних та гуманітарних фахових видань Львівської комерційної академії.
2011—2012 — директор з маркетингу ТзОВ "Компанії «Лідер».
2009—2013 — автор і ведуча літературної сторінки на «12 каналі» ЛТБ у передачі «Вже ранок».
2013 і далі — Голова ГО «Львівський жіночий літературний клуб».
2016 — керівник Благодійного фонду «Розвиток громади».
Улюблений вислів письменниці «Усе роблю з любов'ю».

## Родина
Ніка Нікалео живе на дві країни. В Україні мешкає у Львові. А з літа 2021 року другою домівкою стало королівство Бельгія,  невеличке містечко між Брюсселем та Гентом. Виховує двох дітей: сина Лева та доньку Роксану-Олександру. Саме від імені сина і походить її псевдо.

## Захоплення
Ніка Нікалео постійно відстежує новини та відкриття у галузі фізики і нейролінгвістики, письменницю цікавить все нове та невідоме, пізнання світу завжди у пріоритеті серед усіх інших знань. Шукає інформацію про таємниці та легенди минулих цивілізацій на Землі. Захоплюється також українською етнографією та фольклористикою. Особливе місце у серці Ніки Нікалео займає класична музика та рояль, що ще із дитинства розцвіли у її житті особливим шармом та ніжністю після навчання у спеціальній музичній школі ім. С.Крушельницької
Любить перечитувати біблейські притчі і знаходити їх відгук у власному житті і близьких людей. Цікавиться психологією та соціонікою, у цих науках віддає перевагу науковій літературі, яку із задоволенням читає та досліджує Звісно, любить спілкуватися з людьми, адже цього вимагає, як професія, так і поклик серця.
Часом малює, а влітку присвячує вільний час квітникові та маленькій грядці. Впевнена, що таке спілкування з природою допомагає досягнути гармонії та затишку у душі, дає натхнення до творчості. Ця любов до квітів дала поштовх до написання роману «Квітникарка», що вийшов у видавництві Клуб сімейного дозвілля, з яким вона співпрацює. Роман викликав резонанс у ЗМІ  та потрапив до довгого списку рекомендованої літератури для дорослих «Еспресо» . Роман — невигадана історія з життя пересічної жінки, яка, як пуп'янок розквітає після тяжкого удару долі. "…це лише на перший погляд «жіночий роман», тому що такий поділ літератури є дуже умовним і не завжди виправданим.
Не настільки все просто в сюжеті цього роману, адже письменниця, ніби мимохідь, короткими репліками персонажів висвітлює суспільно значущі проблеми та виклики сьогодення України. Ось як передано роздуми про владу в нашій державі: "… Адже система не зміниться. То нікому не вигідно. Влада в нашій країні — найвигідніший із бізнесів. Приходиш, і  «Разделяй и властвуй» .
Велику частину життя письменниці займає основна робота — благодійна діяльність та громадська робота. Першою гучною справою стала організація та проведення благодійного аукціону «Заради життя» на допомогу зраненим воїнам Львівського військово-медичного клінічного центру західного регіону. Зараз благодійний фонд повністю взяв на себе роботу із соціалізації дорослих і дітей з особливими потребами, дітей-сиріт та напівсиріт, допомагає із лікуванням закордоном, співпрацюючи із Міжнародною організацією «Kiwanis»

## Творчість
Творчу кар'єру Ніка Нікалео розпочала із публікацій у журналах «Пізнайко», «Ангелятко», у газетах «Життя. Історії», «Високий замок».
Автор дитячої книги у стилі фентезі «Марк і Цезар у Зеленоводді» (в-во «Аверс», 2007) та романів «Dolce Vita» (в-во «Аверс», 2011), «Любові полум'я» (в-во «Аверс», 2014), «Одно дыхание на двоих» (в-во КСД, 2015).
Героїні її книг — сильні особистості. Зазвичай це жінки, які беруть долю у свої руки і вперто ідуть до мети, що аж ніяк не позбавляє їх тих самих слабкостей, що й пересічних жінок: пристрасті, кохання, жалю і розпачу, сліз і страждань. Та однаково найбільшою цінністю у житті кожної завжди є сильний характер і цілеспрямованість
Укладач серії збірок Львівського жіночого літературного клубу та авторка оповідань про Львів у «Львів. Кава. Любов» (в-во КСД, 2015), «Львів. Смаколики. Різдво» (в-во КСД, 2016), патріотичній двомовній збірці «Україна в мені» (в-во «Апріорі», 2015).

## Відзнаки на нагороди
- 2010 — дипломант конкурсу «Коронація слова — 2010» за роман «Dolce Vita»[4];
- 2012 — відзнака за найкраще оповідання журналу «Склянка часу Zeitglas» у конкурсі новел;
- 2013 — відзнака за найкраще оповідання журналу «Тернопільська липа»;
- 2013 — Лауреат «Коронації слова» у номінації «Вибір видавця» за роман «Любові полум'я»;
- 2014 — диплом від «Корнійчуківської премії» (Одеса) за фентезі для дітей «Історії про дрімчиків, небесний острів та Лінь»[5].
- 2018 — відзнака «Люди Львова» у номінації «Золоте перо» за укладання та авторство серії збірок про Львів: «Львів Кава Любов», «Львів Смаколики Різдво», «Львів Пані Панянки» та ін.